# 武市彰一
武市 彰一（たけいち しょういち、文久2年8月22日（1862年9月15日） - 1939年（昭和14年）12月29日 ）は、日本の政治家。衆議院議員、徳島市長。徳島県出身。

## 経歴
1894年（明治27年）3月の第3回衆議院議員総選挙に徳島県第三区から出馬し当選。その後、第4回、第6回総選挙でも当選した。1908年（明治41年）の第10回総選挙に出馬するも岩本晴之に敗れ落選。その後、1915年（大正4年）に立憲同志会より第12回総選挙に出馬し青木磐雄に敗れまたも落選。1917年（大正6年）の第13回総選挙では憲政会より出馬し当選。衆議院議員を通算四期務めた。
1922年（大正11年）に一坂俊太郎に代わり徳島市長に就任、1925年（大正14年）まで務めた。